# Episodi di Rush (terza stagione)
La terza stagione della serie televisiva Rush è stata trasmessa in Australia da Network Ten dal 22 luglio 2010 al 16 dicembre 2010.
In Italia, la stagione viene trasmessa da Premium Crime dal 10 maggio 2012 al 19 luglio 2012 e in chiaro da Rai Premium dal 25 aprile 2013.
| nº | Titolo originale    | Titolo italiano             | Prima TV Australia | Prima TV Italia |
| -- | ------------------- | --------------------------- | ------------------ | --------------- |
| 1  | Series 3 Episode 1  | La squadra della morte      | 22 luglio 2010     | 10 maggio 2012  |
| 2  | Series 3 Episode 2  | Il cecchino                 | 29 luglio 2010     | 10 maggio 2012  |
| 3  | Series 3 Episode 3  | Il ricatto                  | 5 agosto 2010      | 17 maggio 2012  |
| 4  | Series 3 Episode 4  | Il biglietto della lotteria | 12 agosto 2010     | 17 maggio 2012  |
| 5  | Series 3 Episode 5  | Immunità diplomatica        | 19 agosto 2010     | 24 maggio 2012  |
| 6  | Series 3 Episode 6  | Promessi sposi              | 26 agosto 2010     | 24 maggio 2012  |
| 7  | Series 3 Episode 7  | Arti marziali               | 2 settembre 2010   | 31 maggio 2012  |
| 8  | Series 3 Episode 8  | Il piano segreto            | 9 settembre 2010   | 31 maggio 2012  |
| 9  | Series 3 Episode 9  | Taxi driver                 | 16 settembre 2010  | 7 giugno 2012   |
| 10 | Series 3 Episode 10 | Evasione pericolosa         | 23 settembre 2010  | 7 giugno 2012   |
| 11 | Series 3 Episode 11 | Fecondazione assistita      | 30 settembre 2010  | 14 giugno 2012  |
| 12 | Series 3 Episode 12 | Hacker all'attacco          | 21 ottobre 2010    | 14 giugno 2012  |
| 13 | Series 3 Episode 13 | La mossa successiva         | 21 ottobre 2010    | 21 giugno 2012  |
| 14 | Series 3 Episode 14 | L'assedio                   | 28 ottobre 2010    | 21 giugno 2012  |
| 15 | Series 3 Episode 15 | Esercitazione critica       | 4 novembre 2010    | 28 giugno 2012  |
| 16 | Series 3 Episode 16 | Vendetta premeditata        | 11 novembre 2010   | 28 giugno 2012  |
| 17 | Series 3 Episode 17 | Occhio per occhio           | 18 novembre 2010   | 5 luglio 2012   |
| 18 | Series 3 Episode 18 | Amore materno               | 25 novembre 2010   | 5 luglio 2012   |
| 19 | Series 3 Episode 19 | Ostaggi                     | 25 novembre 2010   | 12 luglio 2012  |
| 20 | Series 3 Episode 20 | Il traditore                | 2 dicembre 2010    | 12 luglio 2012  |
| 21 | Series 3 Episode 21 | L'esca                      | 9 dicembre 2010    | 19 luglio 2012  |
| 22 | Series 3 Episode 22 | Gelosia                     | 16 dicembre 2010   | 19 luglio 2012  |